# جون بوكانان
جون بوكانان (بالإنجليزية: John Buchanan)‏ (15 مارس 1899 في المملكة المتحدة - 3 أكتوبر 1947) هو لاعب كرة قدم بريطاني (وحمل سابقاً جنسية المملكة المتحدة لبريطانيا العظمى وأيرلندا) في مركز نصف الجناح. شارك مع منتخب اسكتلندا لكرة القدم. أما مع النوادي، فقد لعب مع نادي رينجرز ونادي سانت ميرين ونادي لينفيلد ونادي ستيرلينغشير الشرقية ونادي غرينوك مورتون.

## وصلات خارجية
- جون بوكانان على موقع الاتحاد الإسكتلندي (الإنجليزية)
- جون بوكانان على موقع قاعدة بيانات كرة القدم.إي يو (الإنجليزية)